# Plectrocnemia subsequa
Plectrocnemia subsequa is een fossiele soort schietmot uit de familie Polycentropodidae.